# Jan Brandts Buys
Jan Brandts-Buys (Zutphen, Països Baixos, 12 de setembre de 1868 – Salzburg, Àustria, 7 de desembre de 1933) fou un compositor dels Països Baixos.
S'educà en el Conservatori Raft, de Frankfurt com a pensionat especial del seu país. El 1897 guanyà el premi Boesendorf amb un Concert per a piano confirmant les esperances que aquesta obra inicial prometia la seva fantasia simfònica per a orquestra i Oberon Romancer, estrenada poc temps després. A partir del 1910 dedicà al teatre els seus talents de compositor, assolint grans èxits amb les seves obres: 
- Das Veilchenfest (Berlín, 1910);
- Le Carillon (Dresden, 1913);
- Der Erobener (Dresden, 1918);
- Micarême (Viena, 1919);
- Der Mann im Mond (Dresden, 1922).

Des d'aquesta data es dedicà amb preferència a la música de cambra, havent escrit:
- tres concerts per a piano i orquestra;
- una suite per a instruments d'arc, arpa i trompa;
- un quartet;
- un quintet, i diversos trios.

També va compondre alguns lieder amb acompanyament de piano i orquestra i diversa música de piano.